# Ernest Biéler

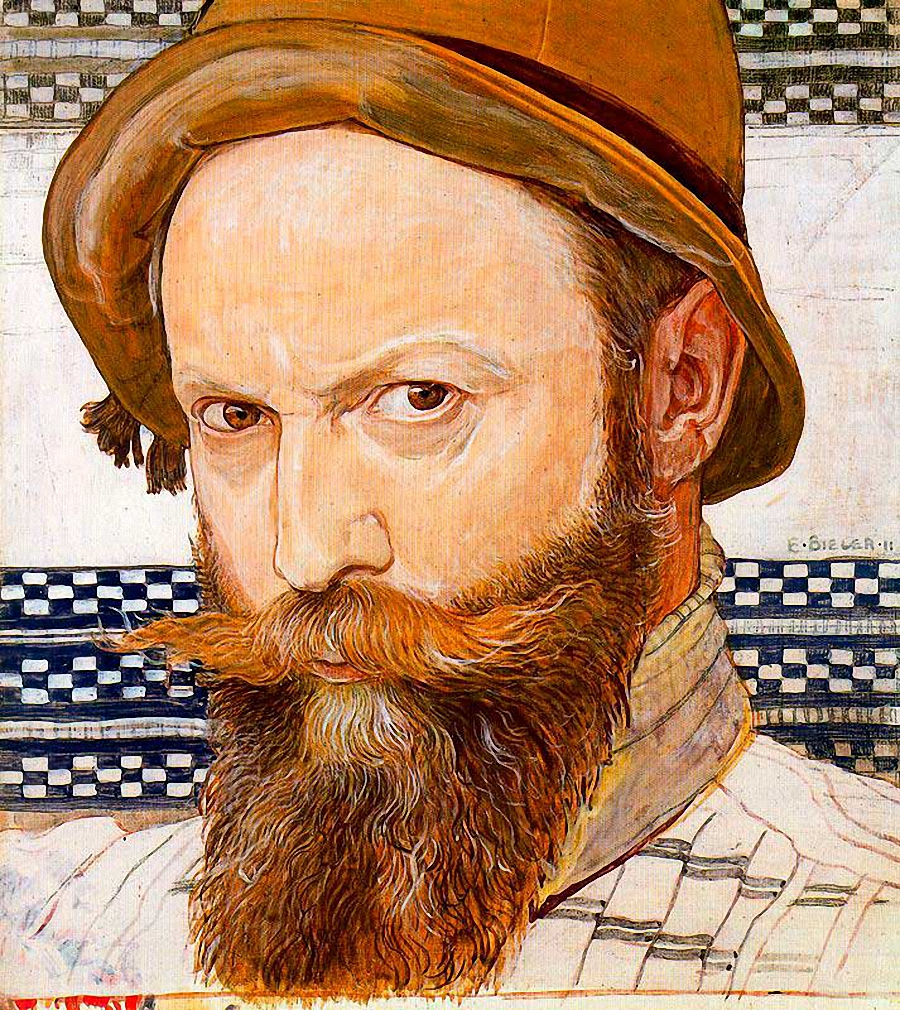
Ernest Biéler, Selbstporträt, 1911

Ernest Biéler (* 31. Juli 1863 in Rolle; † 25. Juni 1948 in Lausanne) war ein Schweizer Maler und Illustrator. Er war durch den Impressionismus beeinflusst und wandte sich später dem Jugendstil zu.

## Leben und Werk

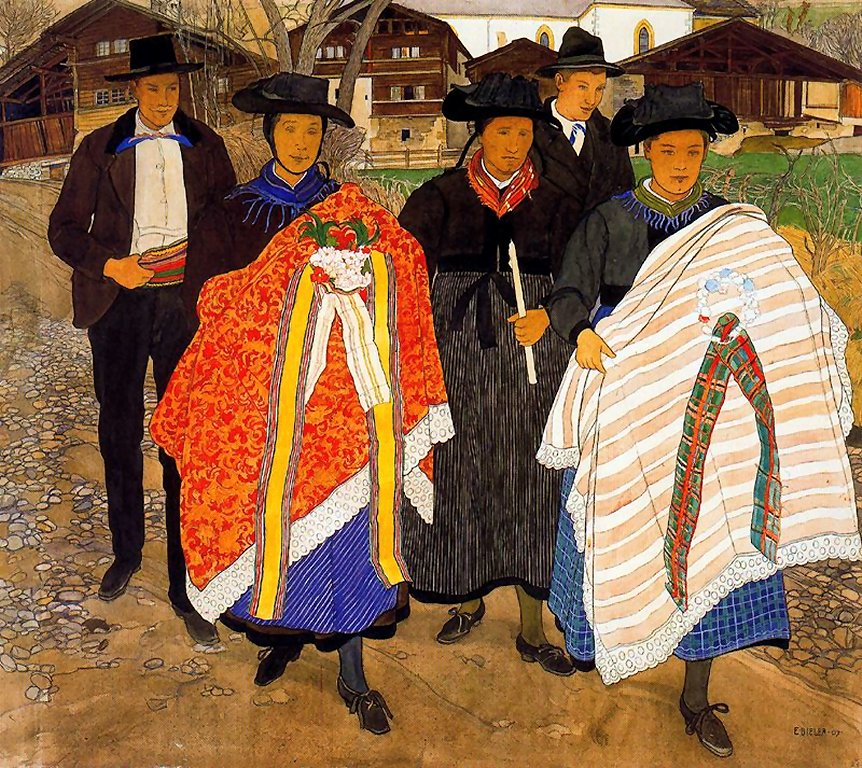
Ernest Biéler: Rückkehr von der Taufe, 1907

Nach dem Besuch des Gymnasiums in Lausanne zog Biéler 1880 auf Anraten von François Bocion, der sein künstlerisches Talent entdeckt hatte, zu Verwandten nach Paris. Dort studierte er an der Académie Julian und an der Académie Suisse. Seinen Lebensunterhalt verdiente er unter anderem mit der Illustration von Romanen von Émile Zola, Alphonse Daudet und Victor Hugo. Sein Hauptinteresse galt jedoch den Landschaften und Menschen des Kantons Wallis. Die Öffentlichkeit wurde durch eine Ausstellung an der Weltausstellung 1889 auf ihn aufmerksam.
1889 liess sich Biéler in Savièse oberhalb von Sitten nieder. Mit anderen dort ansässigen Künstlern bildete er die so genannte Schule von Savièse, welche in einem betont dekorativen und linearen Stil Walliser Landschaften und deren Bewohner schilderte. An der Weltausstellung 1900 in Paris wurde er mit einer Silbermedaille ausgezeichnet und im selben Jahr in die Ehrenlegion aufgenommen. 1903 war er Mitbegründer der Société des traditions valaisannes, die sich für die Bewahrung kultureller Traditionen im Wallis einsetzte.
Biéler erhielt zahlreiche öffentliche Aufträge für Fresken, Glasmalereien und Mosaiken, darunter im Bundeshaus in Bern, im Musée Jenisch in Vevey, in der Kirche Saint-François in Lausanne, im Rathaus von Le Locle und im Saal des Walliser Grossen Rates in Sion. Ab 1917 betrieb er neben der Malerei auch Weinbau in Rivaz in der Region Lavaux. Im Weiler Le Montellier auf einem Weinberg über dem Schloss Glérolles kaufte er 1917 ein Haus. In den Jahren 1926 und 1927 war er Mitglied der Eidgenössischen Kunstkommission.

## Auszeichnungen
- 1900: Silbermedaille an der Pariser Weltausstellung
- 1900: Ritter der Ehrenlegion